# Dubréka (prefektura)
Dubréka – prefektura w południowo-zachodniej części Gwinei, w regionie Kindia. Zajmuje powierzchnię 4350 km². W 1996 roku liczyła ok. 131 tys. mieszkańców. Siedzibą administracyjną prefektury jest miejscowość Dubréka.